# Charles Reade
Pour les articles homonymes, voir Reade.
Charles Reade (8 juin 1814 - 11 avril 1884) est un romancier et dramaturge britannique, surtout connu pour le roman historique de 1861 Le Cloître et le Foyer.

## Biographie
Charles Reade est né à Ipsden, Oxfordshire, de John Reade et Anne Marie Scott-Waring, et a au moins quatre frères. Il étudie au Magdalen College d'Oxford, où il obtient sa licence en 1835, et devient membre de son collège. Il est ensuite doyen des arts et vice-président, obtenant son diplôme de DCL en 1847. Son nom est inscrit au Lincoln's Inn en 1836 ; il est élu Vinerian Fellow en 1842 et est admis au barreau en 1843. Il conserve sa place à Magdalen toute sa vie mais, après avoir obtenu son diplôme, il passe la plupart de son temps à Londres. L'historien William Winwood Reade est son neveu.

## Carrière littéraire

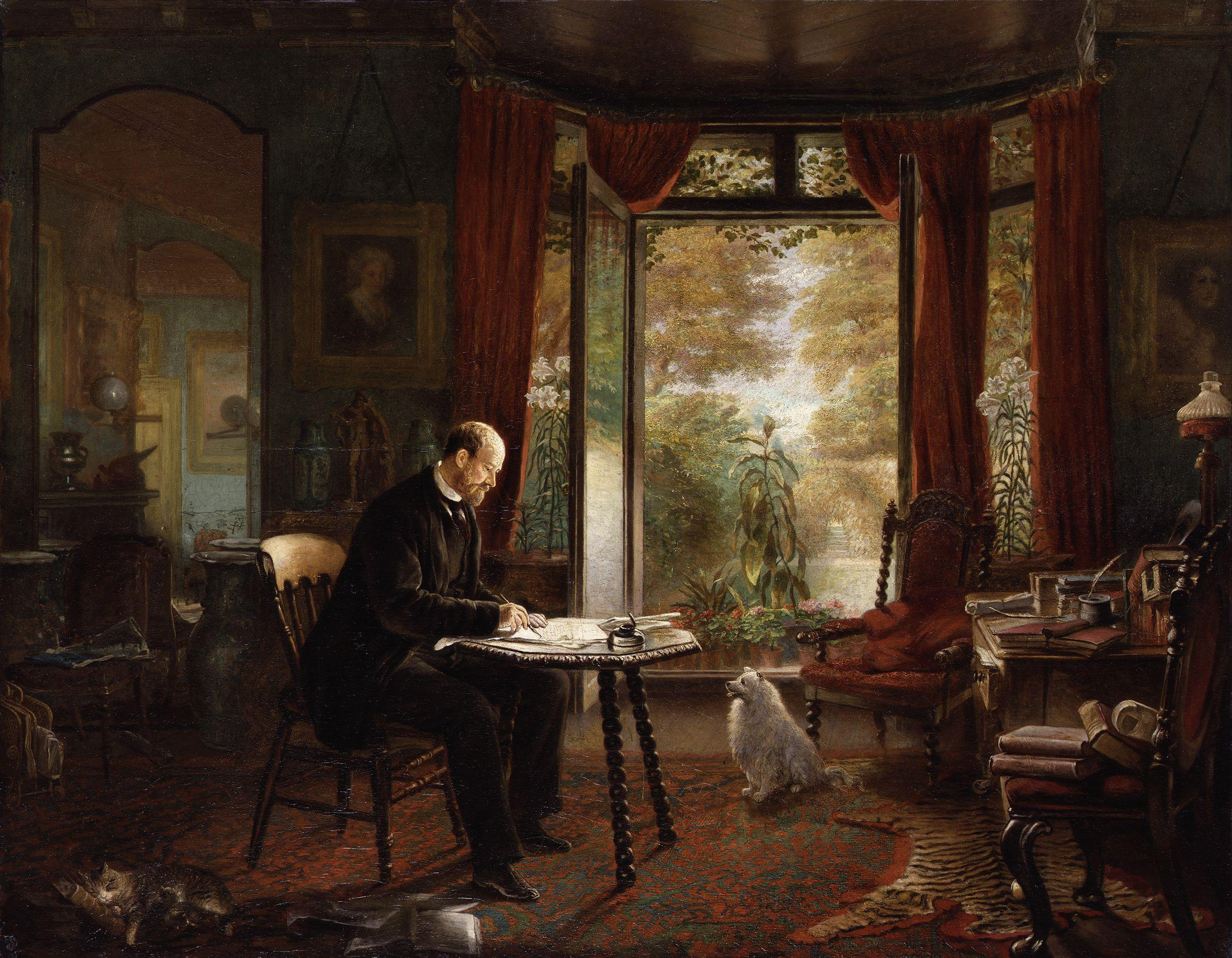
Charles Reade, portrait de lui écrivant, par Charles Mercier, vers 1870

Reade commence sa carrière littéraire en tant que dramaturge et il choisit de placer « dramaturge » en premier dans la liste de ses professions sur sa pierre tombale. En tant qu'auteur, il a toujours le souci de l'effet scénique dans les scènes et les situations ainsi que dans les dialogues. Sa première comédie, The Ladies' Battle, est présentée au Théâtre Olympique en mai 1851. Il est suivi par Angela (1851), A Village Tale (1852), The Lost Husband (1852) et Gold (1853).
Mais la réputation de Reade se fait grâce à la comédie en deux actes, Masques et Visages, dans laquelle il collabore avec Tom Taylor. Elle est produite en novembre 1852 et est ensuite étendue en trois actes. Sur les conseils de l'actrice Laura Seymour, il transforme la pièce en un récit en prose qui parait en 1853 sous le titre Peg Woffington. La même année, il écrit Christie Johnstone, une étude approfondie des pêcheurs écossais. En 1854, il produit, en collaboration avec Tom Taylor, Two Loves and a Life et The King's Rival, ainsi que, sans aide, The Courier of Lyons (bien connu sous son titre ultérieur, The Lyons Mail) et son adaptation de Peregrine Pickle de Tobias Smollett. L'année suivante paraît Art (1855), connu par la suite sous le nom de Nance Oldfield .

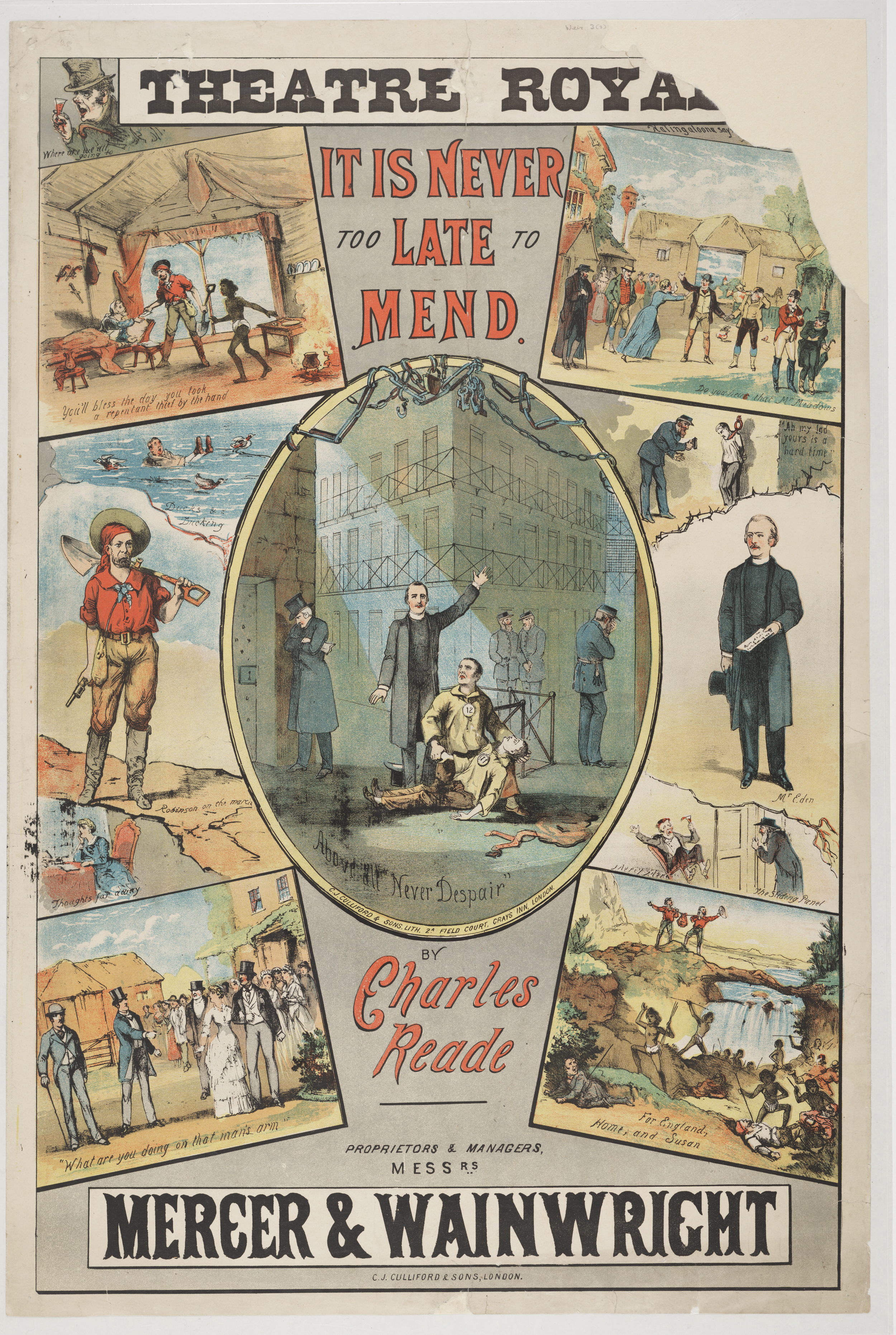
Affiche de théâtre du film Il n'est jamais trop tard pour réparer

Il se fait connaître comme romancier en 1856, lorsqu'il publie Il n'est jamais trop tard pour réparer, un roman écrit pour réformer les abus dans la discipline carcérale et le traitement des criminels. La véracité de certains détails est contestée et Reade se défend vigoureusement. Cinq autres romans suivent rapidement : The Course of True Love Never Did Run Smooth (1857), White Lies (1857), Jack of all Trades (1858), The Autobiography of a Thief (1858) et Love Me Little, Love Me Long (1859). White Lies commence comme une traduction de la pièce d'Auguste Maquet Le Château de Grantier. Après que les managers aient refusé le manuscrit, Reade adapte l'histoire, la transformant en un roman qui est publié en feuilleton dans le London Journal et en trois volumes la même année. Il en produit une adaptation sur scène sous le titre Le Double Mariage en 1867.
En 1861, Reade publie ce qui deviendra son œuvre la plus célèbre, basée sur quelques lignes de l'humaniste médiéval Érasme sur la vie de ses parents. Le roman raconte sa vie comme un feuilleton dans Once A Week en 1859 sous le titre « A Good Fight », mais lorsque Reade se retrouve en désaccord avec les propriétaires du magazine sur certains sujets controversés (principalement la grossesse hors mariage de l'héroïne), il interrompt brusquement la publication avec une fausse fin heureuse. Reade continue à travailler sur le roman et le publie en 1861, entièrement révisé et étendu, sous le titre The Cloister and the Hearth. Il est reconnu comme l'un des romans historiques les plus marquants. De retour du XVe siècle à la vie anglaise contemporaine, il produit ensuite Hard Cash (publié à l'origine sous le titre Very Hard Cash) (1863), dans lequel il souligne les abus des asiles d'aliénés privés. Trois autres romans de ce type suivent : Foul Play (1869), dans lequel il dénonce les iniquités des équarrisseurs de navires et ouvre la voie aux travaux de Samuel Plimsoll ; Put Yourself in His Place (1870), dans lequel il traite des syndicats ; et A Woman-Hater (1877), dans lequel il poursuit son commentaire sur les syndicats tout en abordant le sujet des femmes médecins. Wandering Heir (1875), dont il écrit également une version pour la scène, est inspiré par l'affaire Tichborne.
Reade publie également trois études de caractère élaborées : Griffith Gaunt (1866), A Terrible Temptation (1871), A Simpleton (1873). Il considère le premier d’entre eux comme son meilleur roman. À plusieurs reprises au cours de sa carrière littéraire, il cherche à satisfaire son ambition dramatique en louant un théâtre et en engageant une compagnie pour la production de ses pièces. Un exemple de sa persévérance est observé dans l’affaire de Foul Play. Il l'écrit en 1869 en collaboration avec Dion Boucicault en vue d'une adaptation scénique. La pièce est plus ou moins un échec ; mais il en produit seul une autre version en 1877, sous le titre de A Scuttled Ship, qui est un échec notable. Son plus grand succès en tant que dramaturge est sa dernière tentative : Drink, une adaptation de L'Assommoir d'Émile Zola, produite en 1879 et adaptée au cinéma en 1917.
Cette année-là, son amie Laura Seymour, qui aurait pu être sa maîtresse et qui tient sa maison depuis 1854, meurt. La santé de Reade se détériore à partir de ce moment-là. À sa mort, il laisse derrière lui un roman achevé, A Perilous Secret, qui montre qu'il est toujours habile dans l'art de tisser une intrigue compliquée et de concevoir des situations palpitantes. Reade est un amateur de violon, et parmi ses œuvres figure un essai sur les violons de Crémone intitulé « A Lost Art Revived ». Reade est enterré aux côtés de Laura Seymour, dans le cimetière de l'église Sainte-Marie, à Willesden, dans le nord-ouest de Londres.
Reade a sous-titré un certain nombre de ses romans « Une romance factuelle » ; cela fait référence à sa pratique consistant à baser ses romans en grande partie sur des coupures de journaux, qu'il commence à collecter à cette fin en 1848. Il mène également  ses propres recherches, en observant personnellement les prisons, par exemple, et en empruntant parfois beaucoup aux œuvres d'autres romanciers.
Les romans de Reade sont populaires et il est l'un des romanciers les mieux payés d'Angleterre. Cependant, de nombreuses bibliothèques refusent de conserver ses œuvres au motif qu'elles étaient indécentes.

## Mariage et famille
Reade et son épouse ont une fille adoptive. Il rompt ses relations avec elle après qu'elle se soit enfuie à l'âge de seize ans avec un acteur. Après que son mari l'ait abandonnée, elle travaille comme actrice pendant plusieurs années. Elle a joué 2000 fois dans une production de It Is Never Too Late to Mend de Reade.

## Publications
- Gold ! (1853, pièce de théâtre)[7]
- Masks and Faces (1852, pièce de théâtre)
- Peg Woffington (1853, roman)
- Christie Johnstone (1853, roman)
- The Courier of Lyons (1854, pièce de théâtre. Également connu sous le nom de Le Courrier de Lyon)
- Clouds and Sunshine and Arts (1855)
- It Is Never Too Late to Mend (1856, roman)
- The Course of True Love Never Did Run Smooth (1857)
- White Lies (1857, roman)
- The Box Tunnel (1857, nouvelle. Uniquement publié sous forme de livre aux États-Unis)
- Autobiography of a Thief  (1858, nouvelle sur un vol de train)
- Jack of All Trades (roman sur l'éléphante Mademoiselle D'Jeck)
- Love Me Little, Love Me Long (1859, roman)
- A Good Fight and Other Tales (1859)
- The Eighth Commandment (1860)
- Le Cloître et le Foyer (1861)
- Hard Cash (1863, roman)
- Griffith Gaunt ; ou, La Jalousie (1866, roman)
- Foul Play(1869, roman)
- Put Yourself in His Place (1870, roman)
- A Terrible Temptation (1871, roman)
- Shilly-Shally (1872, adaptation scénique non autorisée de Ralph l'héritier d'Anthony Trollope )
- A Simpleton (1873)
- The Wandering Heir (1873)
- Trade Malice  (1875)
- A Woman-Hater (1877)
- Golden Crowns(1877)
- Drink (1879)
- Le Courrier de Lyon (1877)
- Single Heart and Double Face (1884, roman)
- A Perilous Secret  (1884, roman)